# Mary Susan Applegate
Mary Susan Applegate (* 2. Mai 1955) ist eine US-amerikanische Songwriterin, Dichterin und Liedtexterin, die in Frankfurt am Main lebt.
Sie schrieb 1984 den Text des Liedes The Power of Love von Jennifer Rush und schreibt seitdem Songs für und mit verschiedenen Interpreten und Gruppen. Ihre Songs waren in den letzten Jahren immer wieder Bestandteil des Eurovision Song Contest.

## Karriere
Applegate erlangte Bekanntheit vor allem durch den Song The Power Of Love. Das Original, gesungen von Jennifer Rush, stand 1985 für fünf Wochen an der Spitze der Charts in Großbritannien. Im Jahre 1994 wurde der Song zur ersten Nummer eins von Céline Dion in den US Billboard Charts und blieb für vier Wochen an der Spitze. Dions Version gewann den ASCAP Pop Award für den Most Performed Song in den USA und wurde für den Grammy Award for Best Female Pop Vocal Performance, die American Music Awards, zwei Billboard Music Awards sowie für den Juno Award nominiert.
Applegate schrieb des Weiteren Hits für Milli Vanilli, No Mercy, Bad Boys Blue, Boney M., Banaroo, Bonnie Bianco, Jennifer Rush, Far Corporation, Aaron Carter, Liberty X und Le Click. Sie arbeitete unter anderem mit Nena, Udo Lindenberg, Dieter Falk, Tic Tac Toe, Funky Diamonds, Culture Beat, Yoomiii, Jazzamor, Cascada, Pur, Erkan Aki, Pete Seeger und Gotthard.
Aus früherer Zeit stammt auch Do You Wanna aus dem 1st album (1985) der Gruppe Modern Talking, den sie zusammen mit Dieter Bohlen schrieb. Sie hinterließ auch Spuren in der deutschen Pop- und Schlagerwelt und schrieb Texte für Thomas Anders, Nino de Angelo, Matthias Reim, Michelle und Helene Fischer.
Applegate, die während ihrer Karriere bisher nur englische Texte schrieb, begann 2020 auch deutsche Texte zu verfassen. Im September 2021 erschienen deutschsprachige Texte auf Wolfgang Petrys "Auf das Leben". Für das Folgealbum "Stark wie wir " (2023) schrieb sie ebenfalls deutschsprachige Texte mit Petry. Beide Alben erreichten Top-10-Platzierungen in Deutschland.

### Eurovision Song Contest
Applegate belegte zusammen mit Victor Drobysch den zweiten Platz beim Eurovision Song Contest 2012 für den russischen Beitrag der Buranowskije Babuschki Party For Everybody. Weitere ESC-Beiträge waren Natalia Podolskayas Nobody Hurt No One im Jahr 2005 für Russland (Platz 15 im Finale), sie war auch am belarussischen Beitrag Help You Fly von Ivan (2016) beteiligt. Im Jahr 2019 sang Serhat Say Na Na Na für San Marino.

### Poesie und Gesang
Mary Susan Applegate ist Mitglied der deutschen experimentellen Electronic Band Air Liquide, bestehend aus Ingmar Koch (alias "Dr. Walker") und Cem Oral (alias "Jammin' Unit"), die 1991 in Frankfurt am Main gegründet wurde und bei der sie ihre Gedichte, Texte und Gesangseinlagen einbringt. Ihr Sprechgesang zu Air Liquide’s „This is not a Mind Trip“ wurde 1994 zur Eröffnung der Love Parade in Berlin gespielt.

### Drehbücher
Applegate arbeitete zusammen mit Frank Farian und Michael Stark am Storyboard des Daddy-Cool-Musicals, das 2006 im Londoner Westend im Shaftesbury Theatre uraufgeführt wurde. Sie arbeitet an einer Filmbiografie mit dem Regisseur und Produzenten Sven Fleck.

## Diskografie
Autorenbeteiligungen
- 1984: Jennifer Rush – The Power of Love
- 1985: Bad Boys Blue – You’re a Woman
- 2012: Buranowskije Babuschki – Party for Everybody
- 2015: IVAN – Help You Fly
- 2019: Serhat – Say Na Na Na

## Kurzgeschichten
Weitere Arbeiten sind auf dem Album 2084 der Pete Wolf Band zu hören, für das sie neben den Texten auch 14 Kurzgeschichten mit Pete Wolf alias Wolfgang Petry geschrieben hat.